# Luis Soto
Luis Soto es un cortometraje español de 1997, cuya dirección y guion son de Irene Arzuaga.

## Sinopsis
Luis Soto es un hombre que vive encerrado y aislado en el mundo de la ludopatía, pasa el día buscando cualquier forma posible de juego de azar que consiga aportarle ganancias.
Un buen día, Luis decide que ha llegado el momento de probar con la lotería, gracias a un experimento con los números de esta que le hace seguir una absurda técnica basada en la probabilidad.
Con sus curiosos e "infalibles" ejercicios numéricos, cree haber conseguido encontrar el número exacto para obtener una gran fortuna. Más tarde, Luis se dará cuenta de que las cifras que tanto apreciaba, terminan hundiendo su teoría de probabilidades y el destino acaba gastándole una macabra broma.

## Reparto
- Álex Angulo
- Mila Espiga
- Amaia Lizarralde[1]
- Xanti Ugalde